# Perittia andoi
Perittia andoi är en fjärilsart som beskrevs av Hiroshi Kuroko, 1982. Perittia andoi ingår i släktet Perittia och familjen gräsmalar, Elachistidae. Inga underarter finns listade i Catalogue of Life.